# Zespół projektowy
Zespół projektowy – jest to jednostka organizacyjna, powołana na zasadzie specjalizacji przedmiotowej, realizująca projekt pod bezpośrednim nadzorem menedżera projektu. Od pracowników w zespole projektowym zależy powodzenie przedsięwzięcia. Zespoły powołuje się do zrealizowania zadania projektowego, a po jego zakończeniu są rozwiązywane.

## Cechy zespołu projektowego
Zespół projektowy charakteryzują następujące cechy:
- zajmuje się przygotowaniem projektu jednostkowego przedsięwzięcia lub opracowuje projekt danego zadania cząstkowego, podsystemu lub modułu;
- działa w trybie okresowym;
- może mieć złożoną strukturę hierarchiczną, np. dwustopniową;
- jest to podstruktura utworzona na bazie ramowej struktury organizacyjnej przedsiębiorstwa lub instytucji;
- posiada swój regulamin organizacyjny, w standardowym ujęciu zawiera sformułowane cele oraz funkcje, uprawnienia, odpowiedzialność, wyróżnia się także zespoły specjalistów, zasoby materialne oraz instrukcje robocze[2].

## Przesłanki powoływania zespołów
Sens istnienia zespołów projektowych uzasadnia skomplikowanie projektów (dotyczą często szczegółowych ustaleń), które sprawia trudności lub nawet uniemożliwia wykonanie ich przez jedną osobę.
Trudny projekt wymaga często wiedzy z różnych obszarów przedsiębiorstwa. Dzięki utworzeniu zespołu projektowego możliwe jest wprowadzenie do przedsięwzięcia obszernego kapitału, jakim jest wiedza. Poza tym praca zespołowa przynosi lepsze rezultaty niż działanie w pojedynkę. Warto stosować taką synergię, aby osiągnąć lepsze efekty przedsięwzięcia.

## Rola pracowników
W zespołach projektowych działają pracownicy, którzy bezpośrednio zajmują się realizacją prac, przy pomocy oraz wsparciu konsultantów z zewnątrz.
Zadania projektowe bywają trudne, dlatego też uczestnictwo w takim zespole wymusza od członków będących w zespole większe zaangażowanie w przedsięwzięcie. Tym bardziej ważny jest właściwy dobór członków zespołu, jak również właściwy system motywacyjny.
Do zespołu projektowego nie powinno się dobierać przypadkowych osób, postawić ich przed problemem, wierząc, że zostanie on rozwiązany. Kierownik projektu powinien zdecydować, które osoby będą najbardziej przydatne do pracy nad danym projektem.
Zespoły projektowe można oceniać poprzez kompetencje, wiedzę, umiejętności oraz know-how.
Do zespołów projektowych zbliżone są komitety, rady oraz komisje. Są to organizacje wspomagające kierownictwo organizacji, poprzez formułę partycypacji w zarządzaniu.

## Kompetencje członków zespołów projektowych
Charakter pracy w projekcie różni się od obowiązków wykonywanych w ramach trwałej struktury przedsiębiorstwa (komórce liniowej). Wymaga on specyficznych kompetencji od członków zespołu projektowego – występujących w roli wykonawców prac w projekcie lub kierowników projektu. Kompetencje te – zwane projektowymi – stanowi zespół cech danej osoby sprzyjający skutecznej i efektywnej realizacji projektu.
Określając zestaw kompetencji niezbędnych dobremu kierownikowi projektów, można się w pierwszym kroku posiłkować tradycyjnymi ujęciami funkcji kierowniczych (H. Fayola) czy ról kierowniczych (H. Minzberga). Z tych funkcji i ról wynikają tzw. tradycyjne kompetencje kierownika, takie jak np. wiedza techniczna, zdolności komunikacyjne, umiejętności koncepcyjne oraz motywacyjne. Aby projekt był realizowany w sposób systematyczny i uporządkowany, niezbędna staje się ogólna znajomość metodyk prowadzenia projektów. Kierownik projektu powinien umieć posługiwać się narzędziami IT wspomagającymi zarządzanie projektami. Rozwój technologii telekomunikacyjnych sprzyja wirtualizacji zespołów. Kierownik projektu może stać się zatem kierownikiem „wirtualnym”. Istnieją ponadto dowody m.in. na to, że kierownik projektu powinien stosować różne style kierowania w kolejnych fazach realizacji prac, co wymaga ponadprzeciętnej elastyczności osobistej.
Jeśli chodzi o cechy wykonawców prac w projektach, to należy pamiętać, że zespół projektowy jest tworzony specjalnie do realizacji projektu. Członkami zespołu projektowego są specjaliści różnych dziedzin, a zatem muszą być samodzielny w zakresie merytorycznym, który reprezentują. Uważa się, że wszyscy pracownicy zespołu muszą akceptować pracę zespołową, rozumieć kolektywne cele projektu, być w dużej mierze przedsiębiorczy w działaniu. Pożądane cechy potencjału wykonawców prac w projekcie to ponadto: transdyscyplinarność, elastyczność, umiejętność pracy w zespole oraz konsekwencja.